# Henning (Minnesota)
Henning es una ciudad ubicada en el condado de Otter Tail en el estado estadounidense de Minnesota. En el Censo de 2010 tenía una población de 802 habitantes y una densidad poblacional de 91,64 personas por km².

## Geografía
Henning se encuentra ubicada en las coordenadas 46°19′23″N 95°26′31″O / 46.32306, -95.44194. Según la Oficina del Censo de los Estados Unidos, Henning tiene una superficie total de 8.75 km², de la cual 8.64 km² corresponden a tierra firme y (1.24%) 0.11 km² es agua.

## Demografía
Según el censo de 2010, había 802 personas residiendo en Henning. La densidad de población era de 91,64 hab./km². De los 802 habitantes, Henning estaba compuesto por el 97.01% blancos, el 0.25% eran afroamericanos, el 0.12% eran amerindios, el 1.25% eran asiáticos, el 0% eran isleños del Pacífico, el 0.12% eran de otras razas y el 1.25% pertenecían a dos o más razas. Del total de la población el 0.75% eran hispanos o latinos de cualquier raza.